# 56 Meleta
56 Meleta (mednarodno ime 56 Melete, starogrško starogrško Μελέτη: Meléte) je velik in temen asteroid tipa P v glavnem asteroidnem pasu. 

## Odkritje
Asteroid je odkril Hermann Mayer Salomon Goldschmidt (1802 – 1866) 9. septembra 1857. . Ime je dobil po Meleti, ki je bila muza meditacije v grški mitologiji.

## Lastnosti
Asteroid Meleta obkroži Sonce v 4,18 letih. Njegova tirnica ima izsrednost 0,238, nagnjena pa je za 8,072° proti ekliptiki. Njegov premer je 113,2 km, okrog svoje osi pa se zavrti v 18,14 h .
Doslej so opazovali dve okultaciji asteroida Meleta z zvezdo (v letu 1997 in 2002)